# Clista muscaeformis
Clista muscaeformis är en tvåvingeart som först beskrevs av Wulp 1890.  Clista muscaeformis ingår i släktet Clista och familjen parasitflugor. Inga underarter finns listade i Catalogue of Life.